# Episodi di Scooter - Agente segreto

## Episodi

### Stagione unica (2005)
| Numero | Titolo originale             | Titolo italiano | Trasmissione originale | Trasmissione italiana |
| ------ | ---------------------------- | --------------- | ---------------------- | --------------------- |
| 1      | Operation: Destiny           |                 | 28 gennaio 2005        | 2 ottobre 2006        |
| 2      | Operation: Trainspotting     |                 | 4 febbraio 2005        | 2006                  |
| 3      | Operation: Chocolate Soldier |                 | 11 febbraio 2005       | 2006                  |
| 4      | Operation: Whistler          |                 | 18 febbraio 2005       | 2006                  |
| 5      | Operation: Mask-In-A-Can     |                 | 25 febbraio 2005       | 2006                  |
| 6      | Operation: Microdroid        |                 | 4 marzo 2005           | 2006                  |
| 7      | Operation: Little Dragon     |                 | 11 marzo 2005          | 2006                  |
| 8      | Operation: Mummy's Guide     |                 | 18 marzo 2005          | 2006                  |
| 9      | Operation: Songbird          |                 | 25 marzo 2005          | 2006                  |
| 10     | Operation: Supernatural      |                 | 1 aprile 2005          | 2006                  |
| 11     | Operation: Con-Artist        |                 | 8 aprile 2005          | 2006                  |
| 12     | Operation: Alien             |                 | 15 aprile 2005         | 2006                  |
| 13     | Operation: Beast Boy         |                 | 22 aprile 2005         | 2006                  |
| 14     | Operation: Down the Drain    |                 | 30 aprile 2005         | 2006                  |
| 15     | Operation: Double Oh         |                 | 6 maggio 2005          | 2006                  |
| 16     | Operation: Dollface          |                 | 13 maggio 2005         | 2006                  |
| 17     | Operation: Wombat            |                 | 20 maggio 2005         | 2006                  |
| 18     | Operation: Aphrodite         |                 | 27 maggio 2005         | 2006                  |
| 19     | Operation: Crystal Clear     |                 | 3 giugno 2005          | 2006                  |
| 20     | Operation: Under Par         |                 | 10 giugno 2005         | 2006                  |
| 21     | Operation: Stealth           |                 | 17 giugno 2005         | 2006                  |
| 22     | Operation: Senior Citizen    |                 | 25 giugno 2005         | 2006                  |
| 23     | Operation: Kidnap            |                 | 1 luglio 2005          | 2006                  |
| 24     | Operation: Replication       |                 | 8 luglio 2005          | 2006                  |
| 25     | Operation: Deception         |                 | 15 luglio 2005         | 2006                  |
| 26     | Operation: Endgame           |                 | 22 luglio 2005         | 2006                  |